# Guerra Luso-Leonesa (1158-1160)
A Guerra Luso-Leonesa de 1158 a 1160 foi um breve conflito armado entre Portugal e o Reino de Leão. Deveu-se a disputas entre o rei português, D. Afonso Henriques, e o seu homólogo leonês, Fernando II.

## Contexto
A 21 de Agosto de 1157 faleceu o Imperador Afonso VII de Leão, primo de D. Afonso Henriques. Tal como ficara estipulado dois anos antes, os domínio de Afonso VII foram divididos entre os seus dois filhos, ficando o Castela para D. Sancho III e Leão para D. Fernando II.
Mediante o Convénio de Sahagún assinado a 23 de Maio de 1158, Sancho III e Fernando II acordaram, entre outras coisas, ajudar-se mutuamente a conquistar Portugal, caso a oportunidade surgisse. Também reclamavam direitos exclusivos à conquista de território muçulmano e negavam-nos totalmente a Portugal. O Alentejo e Algarve eram deixados para o Reino de Leão. Em finais de Agosto de 1158, porém, morreu D. Sancho III, ao passo que em Leão estalaram revoltas em Lugo, Zamora, Salamanca e Ledesma.
Em Portugal, D. Afonso Henriques empenhava-se na conquista de Alcácer do Sal. Tomada esta cidade a 24 de Julho de 1158, decidiu aproveitar para atacar preventivamente Leão agora que D. Fernando se encontrava a braços com dificuldades internas, antes de uma eventual reunificação de Castela e Leão sob o seu ceptro, que o deixaria muito poderoso.

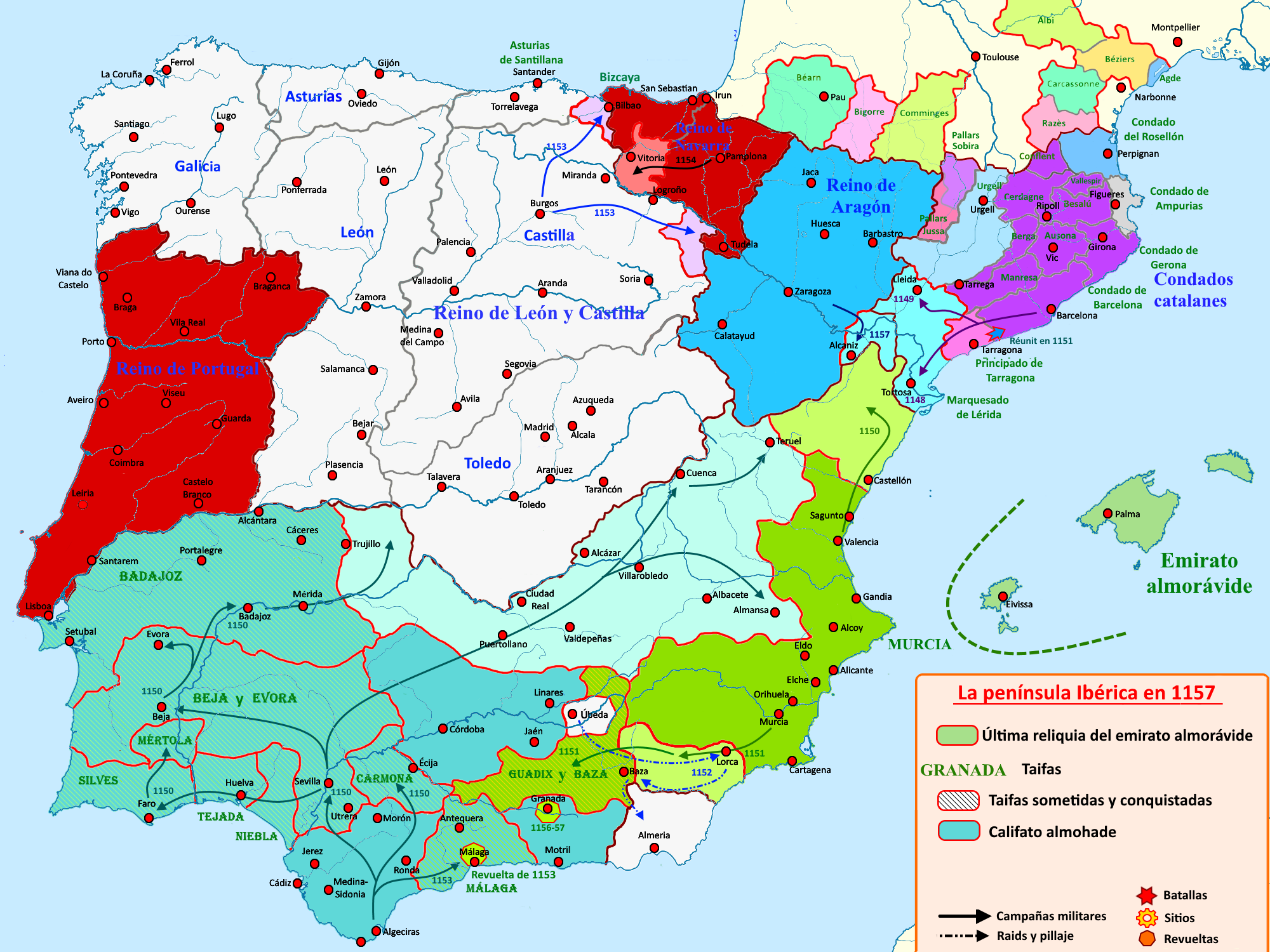
A península Ibérica à data da morte de Afonso VII de Leão, antes da partilha de Leão e Castela.

## Decorrer das hostilidades
Aproveitando a revolta de Zamora e em outras cidades da fronteira ocidental de Leão, em Setembro de 1158 Afonso Henriques transpôs a fronteira galega à cabeça das suas tropas e ocupou as terras de Toronho, cuja capital era Tui. Houve combates na Galiza até Novembro.
As hostilidades não demoraram a cessar após a ocupação de Tui pois D. Fernando II pretendia focar-se na questão da sucessão de Castela em vez de combater os portugueses. Os dois reis encontraram-se em Cabrera e, a 14 de Novembro de 1158, assinaram tréguas. D. Fernando II desprezou o Convénio de Sahagun e o herdeiro de D. Sancho III e invadiu Castela para tentar apoderar-se do reino pela força das armas.
Pelo Natal de 1159 Fernando II encontrou-se novamente com D. Afonso Henriques, em Santa Maria del Palo, perto de Tui e assinaram um novo acordo de tréguas.
No mês seguinte, em Janeiro de 1160, D. Afonso Henriques recebeu, na mesma localidade, o conde de Barcelona Raimundo Berengário IV, casado com a rainha Petronilha de Aragão. Em troca de uma aliança entre Portugal e Aragão, ficou acordado o casamento entre a filha de D. Afonso Henriques, D. Mafalda, e o herdeiro de Raimundo e Petronilha, Afonso. Começava aqui a política de aproximação entre os dois reinos nos extremos opostos da península contra o poderio crescente de Leão e Castela.
Em finais de 1160, D. Fernando II tinha já estabilizado a situação política no seu reino e recuperado suficientes forças para impor a D. Afonso Henriques um tratado de paz, celebrado no mosteiro de Celanova.

## Consequências
Mediante o Tratado de Celanova, Afonso Henriques restituiu Toronho a Leão.
A paz durou pouco. Dois anos mais tarde, estalaram novamente as hostilidades entre Portugal e Leão.